# Orde van de Verbannen Legitimiteit
De Orde van de Verbannen Legitimiteit (Spaans: "Orden de la Legitimidad Proscrita") is een Spaanse ridderorde. De orde werd op 16 april 1923 door Jaime III van Spanje ingesteld.

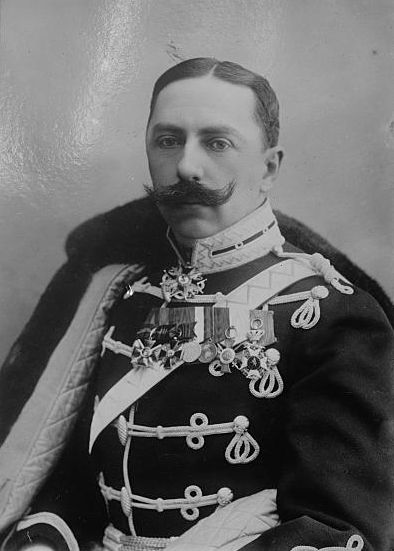
Jaime III. Hij draagt zijn Russische orden en de Belgische Leopoldsorde.

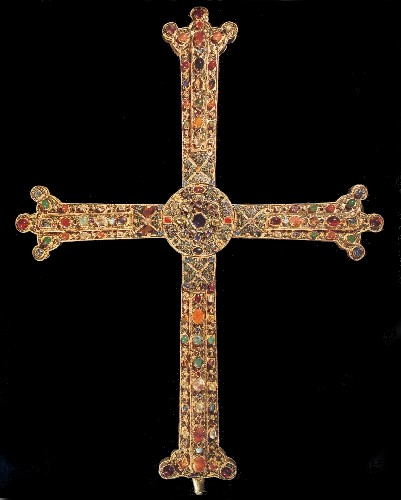
Het kruis in de Kathedraal van Oviedo.

Don Jaime de Bourbon was een Spaans carlistisch troonpretendent voor de Spaanse en ook Franse kroon maar zijn koningschap werd alleen door zijn aanhangers erkend.
In Spanje regeerde eerst koning Alfons XIII en na 1931 was Spanje een republiek. De pretendent noemde zich koning in ballingschap en stichtte de orde in Parijs in een schrijven aan zijn secretaris, de markies de Villores. De orde "beloont openlijk de trouw van diegenen die moeten lijden voor hun steun aan de legitieme opvolging en zich door opoffering en verdienste waardig hebben getoond om dit ereteken te dragen". De orde wordt alleen tijdens de ballingschap van de legitieme Carlistische troonpretendenten toegekend en zal "zodra de Goddelijke voorzienigheid de troon van de rechtmatige koningen herstelt ophouden te bestaan".
De orde heeft drie graden en een Grootkruis als Bijzondere Klasse.
- Grootkruis (Spaans: "Gran Cruz")

Dit kruis wordt alleen in bijzondere gevallen door de koning toegekend.
- Eerste Graad of commandeur (Spaans: "comendador")

Een Commandeur in deze orde draagt zijn versiersel niet aan een lint om de hals. Hij draagt het Kruis van Covadonga aan een lint met een grote rozet op de linkerborst.
- Tweede Graad of officier (Spaans: "official")

Een Officier draagt het Kruis van Covadonga aan een lint met een kleine rozet op de linkerborst.
- Eerste Graad of ridder (Spaans: "caballero")

Een ridder draagt het Kruis van Covadonga aan een lint op de linkerborst.
Men moet eerst ridder zijn geweest alvorens men officier in deze Orde kan worden. Men moet Officier zijn geweest om Commandeur te kunnen worden.
De carlisten zijn verdeeld over de vraag wie hun rechtmatige pretendent is. Jaime III werd opgevolgd door Don Alfonso Carlos I en Xavier I. Na diens dood in 1977 betwistten Karel Hugo en zijn broer Sixtus Hendrik elkaar de troon en het grootmeesterschap van deze orde. Beide pretendenten hebben de orde verleend. Toen Karel Hugo de aanspraken op de Spaanse troon in 1979 opgaf en zich in Madrid vestigde was er voor hem geen sprake meer van ballingschap, tòch bleef hij in eigen ogen grootmeester van de Orde van de Legitieme Opvolging. Zijn zoon Carlos de Bourbon de Parme, de huidige pretendent, is Grootmeester van deze orde, na het overlijden van zijn vader in 2010. Don Sixto, voor zijn aanhangers Hendrik V van Spanje, verleent de orde spaarzaam.

## De versierselen
Het juweel of kleinood van de orde is een kleine uitvoering van het Kruis van Covadonga. Het lint is groen met vier zwarte strepen. De kleuren staan voor hoop (groen) en rouw. Aan de boorden van het lint is een brede groene ban aangebracht. Het lint wordt zoals in Spanje en Portugal gebruikelijk met een gesp gesloten en met deze gesp op de borst bevestigd.
Het kruis heeft niet precies de vorm van het beroemde middeleeuwse processiekruis in de schatkamer van de Kathedraal van Oviedo gekregen. Zo is de rood geëmailleerde ring rond het centrum van het kruis op het origineel van goud en deze ring is niet opengewerkt. De stenen die het originele processiekruis versieren zijn alleen schetsmatig op de kruisjes van de ridders, officieren en commandeurs in deze orde aangegeven. De kruisjes zijn zwart geëmailleerd.
Het materiaal waarvan de kruisen zijn vervaardigd is niet bijzonder kostbaar. Het gaat om verguld onedel metaal. Het lint is van zijde.
Aan de grote ring waarmee het kruis aan het lint is bevestigd is ook een kleinere ring vastgesoldeerd. Zo kan het kruis zonder te draaien aan het lint worden gedragen. De keerzijde van het kruis is vlak.
De Orde van de Legitieme Verbanning is geen Spaanse orde, in ieder geval niet in die zin dat het een aan de Spaanse staat verbonden orde is. Het is geen orde van het hertogdom Parma al is de titulair hertog van Parma de grootmeester van de Orde. Het is niet opgezet als charitatieve ridderorde, ridderlijke orde of als dynastieke orde. Het is misschien het best te classificeren als een aan het Carlisme verbonden Spaanse orde van verdienste.
De pretendent van de carloctavistische claim op de Spaanse kroon, Karel Pius van Oostenrijk oftewel Karel VIII van Spanje verleende de orde ook.